# 伊万·阿尔希波夫
伊万·瓦西里耶维奇·阿尔希波夫（俄語：Иван Васильевич Архипов；1907年4月18日（5月1日）—1998年2月28日），蘇聯黨和國家領導人，中蘇友好時期担任中国政务院经济总顾问、苏联顾问和专家代表团团长即苏联援华专家组总负责人，苏联部长会议第一副主席、俄中友好协会名誉主席，主张两国应建立睦邻友好的关系，极大推动了中苏关系正常化。

## 生平
1907年，出生于俄罗斯帝國卡卢加。1921年，在卡卢加特纳铁路机车车辆工厂工作。1937年，任克里維里赫冶金工廠的总工程师。1938年任克里沃罗格市委第一副书记。1939年，任联共中央组织部有色冶金人事部主任。1943年任苏联有色冶金工业部副部长。1948年任苏联冶金工业部副部长。1950年任苏联驻华使馆参赞。1950-1953年任苏联冶金工业部第一副部长。1954年接替伊万·弗拉基米罗维奇·科瓦廖夫，担任苏联援华专家组总负责人。1958年至1974年，任苏联部长会议对外经济关系国家委员会副主席、第一副主席。1974年任苏联部长会议副主席。1980年任苏联部长会议第一副主席。1984年，他应中央外事小组组长李先念的邀请访华，来华后受到中共元老陈云、彭真、薄一波的接见。
1986年，退休。
1998年，去世。被安葬在特罗耶库罗夫公墓。

## 荣誉
2009年11月7日在中国深圳举行的2009中国国际人才交流大会上，被评为“新中国60年最有影响的海外专家”，排名第一位。入选理由：“对新中国恢复国民经济和实施第一个五年计划作出巨大贡献，为维护中苏两国人民友谊和改善中苏关系作出了不懈努力”。